# Theridion ludius
Theridion ludius är en spindelart som beskrevs av Simon 1880. Theridion ludius ingår i släktet Theridion och familjen klotspindlar. Inga underarter finns listade i Catalogue of Life.